# Галу (Њамц)
Галу (рум. Galu) насеље је у Румунији у округу Њамц у општини Појана Тејулуј. Oпштина се налази на надморској висини од 545 m.

## Становништво
Према подацима из 2002. године у насељу је живело 437 становника, од којих су сви румунске националности.